# Cantó de Ribemont
El cantó de Ribemont és un cantó francès del departament de l'Aisne, situat al districte de Saint-Quentin. Té 15 municipis i el cap és Ribemont.

## Municipis
- Chevresis-Monceau
- La Ferté-Chevresis
- Mont-d'Origny
- Neuvillette
- Origny-Sainte-Benoite
- Parpeville
- Pleine-Selve
- Regny
- Renansart
- Ribemont
- Séry-lès-Mézières
- Sissy
- Surfontaine
- Thenelles
- Villers-le-Sec

## Història
| Data d'elecció                           | Identitat       | Partit        | Qualitat |
| ---------------------------------------- | --------------- | ------------- | -------- |
| 1945-1949                                | André Streinger | SFIO          |          |
| 1949-1955                                | Yves Colin      | RI            |          |
| 1955-198.                                | M. Bailly       | Divers droite |          |
| 198.-1998                                | Lucien Bochard  | UDF-CDS       |          |
| 1998-                                    | Michel Potelet  | PS            |          |
| les dades anteriors no són pas conegudes |                 |               |          |
|                                          |                 |               |          |

## Demografia
| A partir de 1990: Població sense dobles comptes |